# Соломонов храм
Соломоновият храм (на иврит: בית המקדש, Бейт хаМикдаш), известен също като Първия храм, според Танах е първият еврейски храм в Йерусалим. Той представлявал главната фокусна точка на юдаизма и място за извършване на жертвоприношения. Храмът е завършен през 10 век пр. Хр. и разрушен от вавилонците през 586 г. пр. Хр.
След вавилонския плен, юдеите построяват наново Йерусалимския храм, който е известен също така и като Вторият храм.

## Библейскиятразказ относно построяването на храма

### Строителни материали
Преди смъртта си цар Давид, баща на Соломон, събира голямо количество материали за построяването на Храма на хълма Мория (1 Летописи 22:14; 29:4; 2 Летописи 3:1), където закупува земя от йевусееца Орна (1 Царе 24:21 и следващи) и извършва жертвоприношения.
В Библията се разказва за това как Соломон, цар на тогава единственото Израелско царство, в началото на царуването си подготвя материали за строежа на храма с цел да изпълни идеите на баща си. Кара да се извадят големи каменни блокове от една кариера в Йерусалим, които трябва да послужат за основите и стените на Храма. Тези каменни блокове са подготвени и занесени до мястото под надзора на строители от град Тир.
Соломон сключва договор с тирския цар Хирам I за доставката на необходимите материали, и в частност на кедров дървен материал от ливанските гори, който е доставен по море до Яфо, откъдето е транспортиран до Йерусалим (3 Царе 5).
Следвайки традицията, Соломон се погрижва и за построяването на подходяща водоснабдителна система чрез издълбаване в скалите на големи басейни, където се стича вода, идваща по канали от водоеми, разположени близо до Витлеем. Едно от тези езера, наречено „Голямо море“, е с вместимост от над 13 000 m³. Когато водоемите се препълват, те се източват в река Кидрон.

### Построяване
Според библейския разказ подготовката за строежа продължава три години; след изтичането им, през четвъртата година от царуването на Соломон, започва и самото строителство под ръководството на финикийците.
Строежът е извършван по финикийски модел – факт, който прави библейските хроники от историческа значимост относно конфигурацията на финикийските храмове. Давид оставя на Соломон достатъчно злато и сребро, с които да бъде построен Храмът. Според библейския разказ става дума за 100 000 таланта (около 2600 тона) злато (повече от сегашния годишен добив) и 1 000 000 таланта (около 26 000 тона) сребро. Библията разказва за това колко голям брой работници и занаятчии били необходими по време на работите. Някои от тях не били евреи, а роби, оцелели от войните за завоюване на Ханаан).
Оттука и разпоредбата за данъка, който наложи цар Соломон, за да съгради храма Господен [...] Всички люде, останали от аморейци, хетейци, ферезейци (хананейци), есейци, иевусейци (и гергесейци), които не бяха от Израилевите синове, децата им, останали след тях на земята, които Израиловите синове не можеха да изтребят, Соломон направи поданни работници [...], а синовете Израилеви Соломон не правеше работници 3 Царе 9:15 – 22.
Огромни камъни, доставяни от кариерите под града (3 Царе 5:17,18), били постепенно поставени върху масивните стени, един върху друг, без помежду им да бъде поставян хоросан, и така докато цялата конструкция не била завършена. Казва се, че сградата била с дължина 60 лакътя (27 m), широчина 20 (9 m) и височина 25 (според гръцкия текст) и 30 (според текста на иврит) лакътя (приблизително 14 m).

### Завършване
Така на единадесетата година от царуването на Соломон, седем години и половина след започване на строителството, Храмът бил завършен. Единадесет месеца по-късно, през месец Тишри, се състояла церемонията за освещаване и така Храмът бил осветен по време на празниците за настъпването на новата година.

### Ковчегът на завета
Ковчегът на завета (Арон хаКодеш) бил преместен тържествено от завесите, в които Давид го бил поставил (известни като Завесите на завета), на специално предназначено място в Храма – в Светая Светих. Разказва се как Соломон се качил на специално създадена за него платформа и вдигнал ръце към небето и сърцето си към Господ (3 Царе 8; 2 Летописи 6,7).
Продължилият седем дни празник за освещаване, заедно с последвалия го празник на шатрите, отбелязва началото на нова ера в историята на Израел. На осмия ден от празника на шатрите, Соломон позволил на събралите се там хора да си тръгнат.

## Описание
Поради основната реконструкция, на която Втория храм бил подложен през вековете, до нас не са достигнали останки от Първия храм. Останки, датиращи от предходен исторически период, са намерени от Ислямския вакъф сред отпадъците на голям строителен обект на Храмовия хълм през ноември 1999 г. През лятото на 2007 г. археолози, наблюдаващи строителните работи на хълма, откриват предмети, датиращи най-вероятно от времето на Първия храм. Все още като източник на информация относно външния вид на храма могат да служат единствено съдържащите се в Танаха описания и хипотезите, изградени въз основа на останките на други храмове, намиращи се в същия район. Отразените технически детайли относно сградата на Храма са оскъдни, тъй като съставилите хрониките писачи не били архитекти. Отделните реконструкции на Храма понякога се различават значително една от друга; следващото описание е базирано основно на Easton’s Bible Dicrionary и Jewish Encyclopedia:
1. Светая Светих – най-святото място в Храма (3 Царе 6:19; 8:6), наречено също „вътрешен дом“ (3 Царе 6:27) и „пресвятото място“ (Евреи 9:3). Било с размери 20 лакътя на дължина, широчина и височина (3 Царе 6:20). Разликата от 30 лакътя между височината на Светая Светих и височината на храма се обяснява обикновено с това, че подът бил издигнат, наподобявайки целата на античните храмове. Мястото било обковано с кедрово дърво (3 Царе 6:16), докато стените и подът били покрити със злато (3 Царе 6:20; 21; 30). В Светая Светих били разположени два херувима, изработени от маслиново дърво, високи 10 лакътя (3 Царе 6:23 – 28), а разтворените им криле били с широчина 10 лакътя; херувимите били разположени един до друг, така крилете им, от едната страна докосвали една от стените, а от другата – се допирали едно в друго точно по средата на стената. Светая Светих било отделено от светилището с двукрила, обкована със злато врата (2 Летописи 4:22); спускали се ленени завеси в синьо, мораво и червено (2 Летописи 3:14; виж също Изход 26:33). Нямали прозорци (3 Царе 8:12). Смятало се, че това е мястото, където живее Господ.
2. Светилището (3 Царе 8 – 10), наречено още „Великия дом“ (2 Летописи 3:5) и „Домът“ (3 Царе 6:17). Широчината и височината му били като на Светая Светих, но било дълго 40 лакътя (3 Царе 6:17). Стените били обковани в кедрово дърво с декорации от покрити със злато херувими, палми и цветя. Завеса на златни верижки (3 Царе 6:21) отделяла помещението от Светая Светих. Подът бил от елхово дърво (3 Царе 6:15).
3. Преддверие (3 Царе 6:3; 2 Летописи 3:4) – източния вход към Храма. Дължината му била 20 лакътя (като широчината на Храма), а широчината му – 10 лакътя (3 Царе 6:3). В 2 Летописи 3:4 се казва, че Преддверието било високо 120 лакътя, което би го превърнало по-скоро в нещо като кула. Не е известно дали е било отделено от следващата стая със стена. В Преддверието били разположени два стълба, наречени Яхин и Воаз (3 Царе 7:21; 4 Царе 11:14; 23:3), високи 18 лакътя, а на върховете им имало изработени кремове, високи 5 лакътя.
4. Стаите, разположени около южната, западната и северната страна на храма (3 Царе 6:5 – 10). Те били част от храма и се използвали като складове. Предполага се, че са били едноетажни; вероятно впоследствие били добавени допълнителни нива.
Около Храма имало:
1. Двор за свещениците (2 Летописи 4:9), наречен още вътрешен двор (3 Царе 6:36), отделен от останалото пространство чрез каменен зид и кедрови греди (3 Царе 6:36).
2. Големия двор, който обграждал целия Храм (2 Летописи 4:9). На това място народът се събирал за молитва (Еремия 19:14; 26:2).

### Обзавеждане и съкровища
В двора за свещениците се намирал олтара за жертвоприношения (2 Летописи 15:8), леяното море (2 Летописи 4:2 – 5; 10) и десет медни умивалника (3 Царе 7:38 – 39).
От 4 Царе 16:14 става ясно, че пред Храма е имало бронзов жертвеник; В 2 Летописи 4:1 той е описан като дълъг 20 лакътя и висок 10.
Леяното море, широко 10 и дълбоко 5 лакътя, било поддържано от дванадесет вола (3 Царе 7:23 – 26). В 3 Царе 7:26 се казва, че морето побирало две хиляди бати вода; в 2 Летописи 4:5 – 6 се казва, че то побирало три хиляди бати вода и се описва за какво служело: в него се миели свещениците.
Умивалниците, всеки от които побирал по четиридесет бати вода (3 Царе 7:38), били поставени върху медни подножия, снабдени с колела; върху подножията били изобразени фигури на лъвове, херувими и палми. Тези съдове били истински обект на възхищение от страна на евреите. Съставителят на книгата „3 Царе“ ги описва в най-големи подробности (3 Царе 7:27 – 37).
Според 3 Царе 7:48, срещу Светая Светих бил разположен олтар за кадилата с тамян и маса за хляба.

## Сравнение с други храмове
Според De Vaux, в описанието на Храма се откриват доста прилики с други храмове от това време и място. Забелязва се сиро-финикийско, египетско и месопотамско влияние; дворът, обграждащ свещеното място, е характерен за семитските религии. De Vaux открива в тази строителна практика съответствие с дванадесетте камъка, които Исус поставил в Галгал (Исус Навиев 4:20), и с преградите, които Моисей поставил на планината Синай (Изход 19:12), и със забранената територия, която обграждала завесите, предшественик на Храма. Мюсюлманите все още заграждат някои места с камъни, особено местата в близост до Мека, с цел да им предадат статут на неприкосновен харам (свещено място).

### Финикия и Ханаан
В Библията ясно е казано, че Соломон получил помощ от Хирам, цар на Тир, за построяването на отделните сгради. Тази помощ не била единствено под формата на материали (като дървесина от кедър), но и под формата на инструкции относно начина на строене, както и умели занаятчии. Разделението на храма на три части напомня за храмовете от 13 век пр. Хр. в Алалах (Сирия) и Хазор в Галилея; храм от 9 век пр. Хр. в Тел Таианат е постоен по същата тази схема. Финикийските храмове се различават по форма, но при тях също е налице схемата на сграда, обградена изцяло от двор.
Сред детайлите, наподобяващи характерни за Тир структури, могат да бъдат споменати двата стълба Яхин и Воаз/Боаз. Херодот (ii. 44) разказва как в храма на Тир имало два такива стълба – единият от изумруд, а другият от злато. По аналогичен начин, декорациите във форма на палма и херувим вероятно също са част от традициите на Тир, тъй като в Езекил (28:13, 14) се описва царя на Тир – главен жрец – като жител на Божията градина в Едем. Вероятно херувимите и палмите, както в Йерусалим, така и в Тир, били остатъци от предходно възприемане на божествения дом като градините Едемски. Тирците възпоризвели в своя храм този образ, а Соломон, от своя страна, заема тези образи и ги използва в декорациите на Храма.
По същия начин бронзовият олтар е нововъведение на финикийците; същото може да се каже и за декорираните с палми и херувими аксесоари. Традиционния израелски олтар бил изработен от пръст или необработен камък. В Изход 20, с Десетте Божи заповеди се забранявало създаването на образи, докато в Изход 34 се забранявало създаването на образи на Бог; с Второзаконие се забранявало създаването на каквито и да е образи. Най-вероятно тези правила били наложени в период, следхождащ Соломоновия храм; трябва да се отбележи също така, че вероятно в предхождащите периоди евреите не били в състояние, нито имали финансовите възможности да създадат подобни орнаменти.

### Други храмове отБлизкия изток
Вече са открити много месопотамски, египетски, а също и някои финикийски храмове. Във Вавилония типичната структура била кули с тераси, зикуратите, строени по подобие на планините, в които обитавали божествата. Стаята, предназначена за религиозните обреди, била разположена на върха на конструкцията. Първите египетски храмове представлявали сграда с две или три стаи, най-вътрешната от които била обиталището на божеството. Пример за това е гранитния храм край сфинкса в Гиза. По време на Средното царство, през XII династия, били добавени обелиски и колони, а по време на Новото царство (XVIII династия) – зали в хипостил. Соломоновият храм не бил копие на нито един от тези храмове, нито на финикийските дворци, но включвал със себе си много от техните характеристики. В аналогия с вавилонската идея за божественото обиталище, Храмът бил разположен на върха на хълм, също както храмът на Баал бил разположен на планината Кармел или като храмовете на планината Хермон. Също като финикийските храмове, Соломоновият храм бил обграден от дворове. Формата му напомня на египетските храмове и е сходна с тази на други храмове от същия район.
Стълбовете Яхин и Воаз имат свои аналогии както в Тир, така и в Библос, Пафос и Телох; в Египет аналогия представляват обелиските. Според Jewish Encyclopedia „Това били фалически символи, наследство от семитско-хамитските традиции“. Яхин и Воаз били всъщност изолирани стълбове, а не част от храмовата декорация.

## Местонахождение
Предполага се, че Храмът е бил разположен на хълма, който съответства на днешния Храмов хълм – на равната част на хълма, в чийто център се намира Куполът на Скалата. По времето на иевусеите мястото било използвано като терен за вършеене; в 2 Царе 24 се разказва за това как мястото било осветено по времето на цар Давид.
Като вероятно местонахождение на Соломоновия храм се споменават още две места. Според първата хипотеза, бронзовият олтар вероятно се е намирал на скалата, която в днешно време е покрита от купола; предполага се, че Храмът е бил разположен на западната страна на скалата. Според тази хипотеза кладенецът на душите (залата, разположена под скалата) е мястото, където се събирали остатъците от жертвоприношенията (корбанот). Подобно разположение, на едно значително стръмно място, предполага наличието на подпорни стени, които в библейския речник Истън се определят като „висока каменна стена от южната страна, достигаща на места височина от 60 метра, и друга подобна стена от източната страна, а между тях ... многобройни арки и колони...“.
Според втората хипотеза, Светая Светих се е намирала на върха на скалата, като по този начин се обяснява и височината на постройката. Тази скала е свързана с много свещени традиции: някои предполагат, че това е мястото, където Адриан построил храм в чест на Юпитер; казва се, че на същото това място се намирал и храмът на Ирод (Вторият храм), който според легендата бил построен на мястото на Соломоновия храм.

## Грабежи и разрушения
Според библейския разказ Соломоновия храм бил разграбван няколко пъти в течение на времето:
1. От египетския фараон Сисак (или Шишак) (3 Царе 14:25, 26).
2. От иудейския цар Йоас (4 Царе 14:14).
3. От юдейския цар Ахаз (4 Царе 16:8, 17, 18).
4. От юдейския цар Езекия, за плати на асирийския цар Синахериб (4 Царе 18:15 – 16).
5. От цар Навуходоносор II, който го разграбил и разрушил (4 Царе 24:13 и 2 Летописи 36:7). Той изгорил Храма и отнесъл съкровищата във Вавилония (4 Царе 25:9, 17 и 2 Летописи 36:19; Исая 64:11).
След вавилонсия плен, свещените предмети от храма били върнати на евреите от Кир II (Ездра 1:7, 11).

## Спорове относно находки
На 27 декември 2004 г. Израелският музей в Йерусалим обявява, че е възможно нарът на цар Соломон, който се предполага, че украсявал скиптъра на главния жрец на Соломоновия храм, да се окаже без пряка връзка с Храма. Това била най-важната библейска находка на музея, която била излагана дори в Канадския музей на цивилизациите през 2003 г. Според музея, на малкия нар – едва 44 mm висок, били гравирани букви на античен иврит, които образували думите (възстановени) Свещен съм за жреците на Къщата на Господ (на модерен иврит:לבית יהוה קדש כהנם – Жрец съм в Божията къща). Израелският музей твърди, че нарът датира от 14 или 15 век пр. Хр. и че надписът на него е модерен. Експертите се боят, че може наистина да се окаже измамна находка; израелските власти дали началото на съдебни дела срещу пет души.

## Цитати и бележки
1. ↑  The notes in the New Oxford Annotated Bible – New Revised Standard Version
2. ↑  Exclusive: Dumped Temple Mount Rubble Yields Jewish Artifacts //   Israel National News, 5 януари 2018. Посетен на 30 април 2018.
3. ↑  Solomon's Temple Artifacts Found by Muslim Workers //   News.nationalgeographic.com. Посетен на 30 април 2018.
4. 1 2 3 4  De Vaux, 1961.
5. ↑  Israel Indicts 4 in 'Brother of Jesus' Hoax and Other Forgeries – The New York Times //   Nytimes.com, 30 декември 2004. Посетен на 30 април 2018.